# Przemiana izotermiczna
Przemiana izotermiczna, proces izotermiczny – przemiana termodynamiczna zachodząca przy określonej, stałej temperaturze. Krzywa opisująca przemianę izotermiczną nazywana jest izotermą.

## Przypadek gazu doskonałego

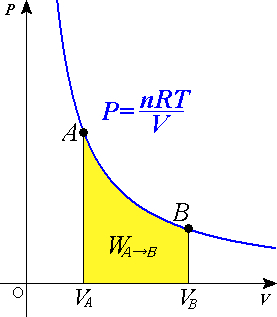
Żółty obszar odpowiada wykonanej pracy

### Równanie izotermy
Dla gazu doskonałego, energia wewnętrzna jest funkcją temperatury. Dlatego w przemianie izotermicznej, ponieważ {\displaystyle \Delta T=0,} zachodzi zależność:
{\displaystyle \Delta U=nc_{v}\Delta T=0,}
co wyrażane jest też prawidłowością:
{\displaystyle \Delta (pV)=0}
lub
{\displaystyle p_{i}V_{i}=pV=p_{f}V_{f}}
lub
{\displaystyle pV=\mathrm {const} ,}
gdzie:
{\displaystyle p_{i}} i {\displaystyle V_{i}} – ciśnienie i objętość początkowa,
{\displaystyle p_{f}} i {\displaystyle V_{f}} – ciśnienie i objętość końcowa,
{\displaystyle p} i {\displaystyle V} – zmienne opisujące zachowanie się gazu podczas przemiany izotermicznej. Powyższa zależność między ciśnieniem i objętością dla gazu doskonałego stanowi treść prawa Boyle’a-Mariotte’a.
Izoterma gazu doskonałego jest hiperbolą na wykresie {\displaystyle p{-}\!V} (ciśnienie–objętość) {\displaystyle (T=\mathrm {constant} )}
{\displaystyle p={\frac {nRT}{V}}.}

### Wykonana praca

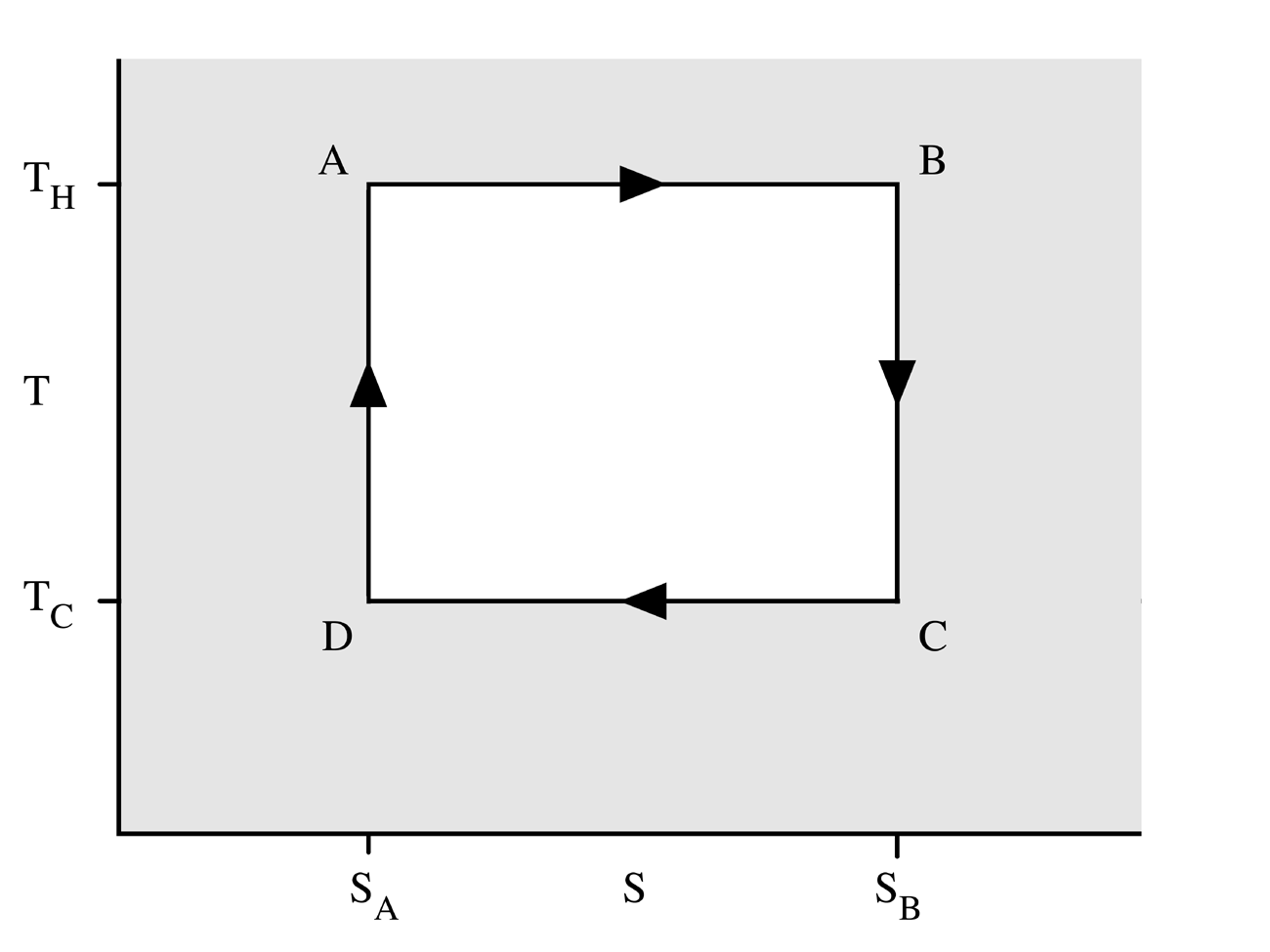
Cykl Carnota w układzie temperatura-entropia. Poziome linie to izotermy, pionowe to adiabaty odwracalne

Z pierwszej zasady termodynamiki wynika, że całe ciepło doprowadzone do gazu doskonałego w procesie izotermicznym jest zużywane na wykonanie pracy przeciwko siłom zewnętrznym.
{\displaystyle Q=W.}
Załóżmy, że mamy gaz w zbiorniku, zamknięty ruchomym tłokiem o polu powierzchni {\displaystyle S.} Dla bardzo małego przesunięcia tłoka {\displaystyle \mathrm {d} x} praca {\displaystyle \mathrm {d} W} może być zapisana wzorem:
{\displaystyle \mathrm {d} W=F\,\mathrm {d} x=pS\,\mathrm {d} x=p\,\mathrm {d} V.}
Praca, jaką wykonuje gaz, rozszerzając się od objętości {\displaystyle V_{A}} do {\displaystyle V_{B},} wyraża wzór:
{\displaystyle W_{A\to B}=\int \limits _{V_{A}}^{V_{B}}\mathrm {d} W=\int \limits _{V_{A}}^{V_{B}}p\,\mathrm {d} V}
w procesie izotermicznym
{\displaystyle W_{A\to B}=\int \limits _{V_{A}}^{V_{B}}p\,\mathrm {d} V=\int \limits _{V_{A}}^{V_{B}}{\frac {nRT}{V}}\mathrm {d} V=nRT\ln {\frac {V_{B}}{V_{A}}}=nRT\ln {\frac {p_{A}}{p_{B}}}.}
Proces izotermiczny jest jedną z przemian w cyklu Carnota,
gdzie:
{\displaystyle W} – praca wykonana przez gaz,
{\displaystyle Q} – ciepło doprowadzone,
{\displaystyle p} – ciśnienie,
{\displaystyle V} – objętość,
{\displaystyle n} – liczba moli gazu,
{\displaystyle R} – uniwersalna stała gazowa.